# Numero di Wall-Sun-Sun
In matematica, un primo di Wall-Sun-Sun è un particolare tipo di numero primo. Un primo p > 5 è definito primo di Wall-Sun-Sun se p² divide
{\displaystyle F\left(p-\left({\frac {p}{5}}\right)\right)}
dove F(n) è l'n-esimo numero di Fibonacci e {\displaystyle \left({\frac {a}{b}}\right)} è il simbolo di Legendre di a e b.
I numeri primi di Wall-Sun-Sun sono così chiamati in onore di D. D. Wall, Zhi Hong Sun e Zhi Wei Sun. Z. H. Sun e Z. W. Sun dimostrarono nel 1992 che, se il primo caso dell'ultimo teorema di Fermat fosse stato falso per un certo primo p, allora p avrebbe dovuto essere un primo di Wall-Sun-Sun. Come conseguenza, prima della dimostrazione dell'ultimo teorema da parte di Andrew Wiles, la ricerca dei primi di Wall-Sun-Sun divenne anche la ricerca di un controesempio all'antica congettura di Fermat.
Ad oggi non si conosce alcun esempio di primo di Wall-Sun-Sun: se tali numeri esistono, devono essere > 1014. È stato ipotizzato che ne esistano infiniti.